# Coltrane Jazz
Coltrane Jazz ist ein Jazz-Album von John Coltrane. Es wurde am 24. November, 2. Dezember 1959 und 21. Oktober 1960 in New York City aufgenommen und im Februar 1961 auf Atlantic Records veröffentlicht. Coltrane Jazz war nach Giant Steps die zweite Veröffentlichung des Saxophonisten für das Atlantic-Label.

## Das Album
Die in zwei Besetzungen entstandene LP Coltrane Jazz setzte den Geist des vorangegangenen, im Januar 1960 erschienenen Albums Giant Steps fort, an dem auch Wynton Kelly, Paul Chambers und Jimmy Cobb mitwirkten; gleichzeitig deutet sich erstmals die Besetzung des späteren „klassischen“ John Coltrane Quartets aus McCoy Tyner,
Jimmy Garrison, dessen Platz am Bass hier noch Steve Davis innehat, sowie Elvin Jones an. Die meisten der Titel, die auf Coltrane Jazz veröffentlicht wurden, wurden bei der „Naima“-Session am 2. Dezember 1959 bzw. kurz zuvor, am 24. November aufgenommen, ergänzt durch den „Village Blues“, entstanden mit McCoy Tyner, Steve Davis und Elvin Jones am 21. Oktober 1960. In dieser Oktoberwoche wurde dann auch das Material für die folgenden Atlantic-Alben My Favorite Things, Coltrane Plays the Blues und Coltrane’s Sound aufgenommen.
Das erste Stück des Albums, „Little Old Lady“, ein selten gespieltes Stück von Hoagy Carmichael, erinnert stilistisch an Sonny Rollins. Beim im Oktober 1960 eingespielten „Village Blues“ spielte Coltrane erstmals mit McCoy Tyner und Elvin Jones. „My Shining Hour“ ist ähnlich wie „Little Old Lady“ gestaltet.
Nach Ansicht der Coltrane-Biographen Filtgen und Außerbauer ist „Fifth House“ (basierend auf Tadd Damerons Hot House) vom harmonischen Standpunkt gesehen das wohl interessanteste Stück des Albums; „über eine ostinate Bassfigur spielt Coltrane das orientalisch klingende Thema, dem er im B-Teil seine charakteristischen Medianten-Harmonien unterlegt. Das Thema wird von einem luftigen Latin-Rhythmus begleitet, der bei der Improvisation von Coltrane einem mittelschnellen Thema weicht.“
In der folgenden Eigenkomposition „Harmonique“ verwendete Coltrane eine „Akkordspielweise, die durch eine besondere Fingertechnik und einen sehr kontrollierten Ansatz entsteht“
„Like Sonny“ basiert auf einer Improvisation Sonny Rollins´; bemerkenswert ist Paul Chambers Bass-Solo. Die folgende Ballade „I’ll Wait and Pray“ wurde durch Sarah Vaughan popularisiert. Der letzte Titel „Some Other Blues“ bezieht seinen Titel daraus, dass Coltrane im Spiel des Themas leicht „Now’s the Time“, einen Blues von Charlie Parker anreißt, es dann aber in typischer Coltrane-Bluesspielweise weiterführt.

## Bewertung des Albums
Ihren damaligen Gipfel erreichte die Band mit Coltranes Komposition „Harmonique“ mit seinen melodischen Schleifen und dem Spiel in hohen Registern, in dem sich neue musikalische Richtungen andeuten, oder mit dem sich windenden, etwas an fernöstliche Musik erinnernden Riffs des Titels „Like Sonny,“ den er Sonny Rollins widmete. Der stimmungsvolle „Village Blues“ mit McCoy Tyner am Piano, Elvin Jones am Schlagzeug und Steve Davis am Bass leitete Coltranes klassisches Quartett ein, das mit Eintritt von Jimmy Garrison Coltranes wohl einflussreichste Band werden sollte. Richard Cook und Brian Morton verleihen dem Album in ihrem The Penguin Guide to Jazz die Höchstnote von vier Sternen.
Der Kritiker Richie Unterberger schrieb in Allmusic zu dem Album, es sei zwar nicht das wegweisende Album wie zuvor Giant Steps, Coltrane Jazz hätte jedoch eine Festigung seiner kommerziellen Erträge ermöglicht, die es ihm schließlich erlaubten, sich auf die Höhepunkte in den 1960ern hinzubewegen. Neben den drei Standards seien die Leistungen des Albums vor allem Coltranes Original-Material, wie „Harmonique“ mit seinen melodischen Sprüngen und den gewundenen, leicht fernöstlich angehauchten Riffs von „Like Sonny“.

## Titelbild und editorische Anmerkungen
Das Foto auf dem Cover, ein Porträt von Coltrane, wurde von Lee Friedlander aufgenommen.
Die Veröffentlichung des Albums im Jahr 2000 auf Atlantic/Rhino ergänzte vier Bonus Tracks, Alternate Takes von „Like Sonny“ und „I’ll Wait and Pray“, die zum ersten Mal veröffentlicht wurden. Die Aufnahmen erschienen in der Reihenfolge ihrer Entstehung mitsamt der jeweils entstandenen Alternate Takes in der 6 CD-Edition The Heavyweight Champion – The Complete Atlantic Recordings.

## Die Titel
- John Coltrane – Coltrane Jazz (Atlantic Records – 1354 / 781344 / 1354-2 (CD))

1. Little Old Lady (Hoagy Carmichael/Stanley Adams) 4:24
2. Village Blues (J. Coltrane) 5:20
3. My Shining Hour (Johnny Mercer/Harold Arlen) 4:50
4. Fifth House (J. Coltrane) 4:38
5. Harmonique (J. Coltrane) 4:10
6. Like Sonny (J. Coltrane) 5:51
7. I’ll Wait and Pray (Jerry Valentine/George Threadwell) 3:32
8. Some Other Blues (J. Coltrane) 5:34

## Die Sessions in zeitlicher Abfolge
- 24. November 1959, Atlantic Studios, NYC mit Coltrane, Wynton Kelly, Paul Chambers, Jimmy Cobb.

1. I’ll Wait and Pray
2. I’ll Wait and Pray (alternate take)[4]
3. Little Old Lady

- 2. Dezember 1959, Atlantic Studios, NYC mit Coltrane, Wynton Kelly, Paul Chambers, Jimmy Cobb.

1. Like Sonny
2. Harmonique
3. My Shining Hour
4. Naima (veröffentlicht auf Giant Steps)
5. Some Other Blues
6. Fifth House

- 21. Oktober 1960, Atlantic Studios, NYC mit Coltrane, McCoy Tyner, Steve Davis (b), Elvin Jones

1. Village Blues
2. Village Blues (alternate take)
3. My Favourite Things